# Élections à l'Assemblée d'Estrémadure de 2011
Les élections à l'Assemblée d'Estrémadure de 2011 (en espagnol : Elecciones a la Asamblea de Extremadura de 2011) se sont tenues le dimanche 22 mai 2011, afin d'élire les soixante-cinq députés de la huitième législature de l'Assemblée d'Estrémadure.
Le scrutin voit la victoire de la coalition Parti populaire-Estrémadure unie (PP-EU), qui remporte une majorité relative des sièges avec une majorité relative en voix.

## Contexte
Depuis la mort de Francisco Franco et l'avènement de la transition démocratique, l'Estrémadure s'affirme comme une terre dominée par le Parti socialiste ouvrier espagnol (PSOE), même si le PP a réussi quelques percées entre 1994 et 1995, puis en 2000.
Lors des élections autonomiques du 27 mai 2007, la coalition entre le PSOE et la Coalition estrémègne (CREx-PREx) rassemble ainsi 53,6 % des suffrages exprimés et fait élire 38 députés sur 65. Il s'agit du meilleur résultat des socialistes depuis le scrutin de 1991. L'alliance PP-EU reste coincée en deuxième position, totalisant 39,2 % des voix et 27 parlementaires. Quant à l'association Gauche unie-Socialistes indépendants d'Estrémadure (IU-SIEX), elle échoue à s'assurer une représentation parlementaire en ne recueillant que 4,6 %. Jamais encore depuis 1983 l'Assemblée n'avait compté que deux groupes parlementaires.
Le même jour se tiennent les élections municipales. Le rapport de forces se confirme, les socialistes réunissant sur leurs listes 47,2 % des voix. Les conservateurs suivent avec 38,9 %, alors que les écosocialistes atteignent 5,7 %. En conséquence le PSOE se place au pouvoir dans cinq des sept villes de plus de 25 000 habitants d'Estrémadure, dont Mérida et Cáceres. Dans cette dernière et à Plasencia, il échoue à conquérir la majorité absolue des sièges. Le PP s'impose donc dans les deux dernières communes, dont Badajoz, où il peut systématiquement gouverner seul. Le PSOE conserve alors la majorité dans les deux députations provinciales.
Par décret du 14 septembre 2007, le nouveau président de la Junte Guillermo Fernández Vara met en œuvre un processus de réforme du statut d'autonomie en créant une commission d'experts présidée par l'ancien ministre centriste Alberto Oliart. Le 18 octobre, l'Assemblée institue la commission non-permanente de réforme du statut d'autonomie, placée sous la présidence de son président, le socialiste Juan Ramón Ferreira.
Au cours des élections générales du 9 mars 2008, le PSOE vient confirmer sa domination sur la scène politique régionale. Il totalise en effet 52,8 % des suffrages exprimés, faisant élire 5 des 10 députés à pourvoir en Estrémadure. Avec 42,2 %, le PP conforte sa deuxième place et remporte les 5 derniers mandats parlementaires. IU est laminée, tombant à seulement 3 % des exprimés. Au Sénat, les socialistes obtiennent trois des quatre sièges disponibles dans chaque province, le quatrième revenant systématiquement aux conservateurs.
Si la situation se maintient aux élections européennes du 7 juin 2009, les écarts ont tendance à se réduire. Ainsi, la liste du PSOE reçoit 49,1 % des suffrages, mais celle du PP se rapproche en touchant 44,6 % des votants. Quant à IU, elle confirme son effondrement puisque sa liste ne parvient à recueillir que 2,6 % des voix.
Le 2 septembre suivant, la commission parlementaire adopte le projet de nouveau statut d'autonomie, amené à remplacer celui de 1983 modifié. Le texte est approuvé le 10 septembre par 62 voix pour, aucune voix contre et aucune abstention. Il est officiellement présenté au Congrès des députés le 28 septembre et adopté plus d'un an plus tard, le 21 décembre 2010, par 341 voix pour, 3 contre et 1 abstention. La proposition de nouveau statut est ensuite présentée au Sénat le 27 décembre. Elle est adoptée sans aucun amendement le 19 janvier 2011 par 240 voix pour, 1 voix contre et aucune abstention. La « loi organique 1/2011 portant statut d'autonomie de l'Estrémadure » est promulguée le 28 janvier et publiée le lendemain.

## Mode de scrutin

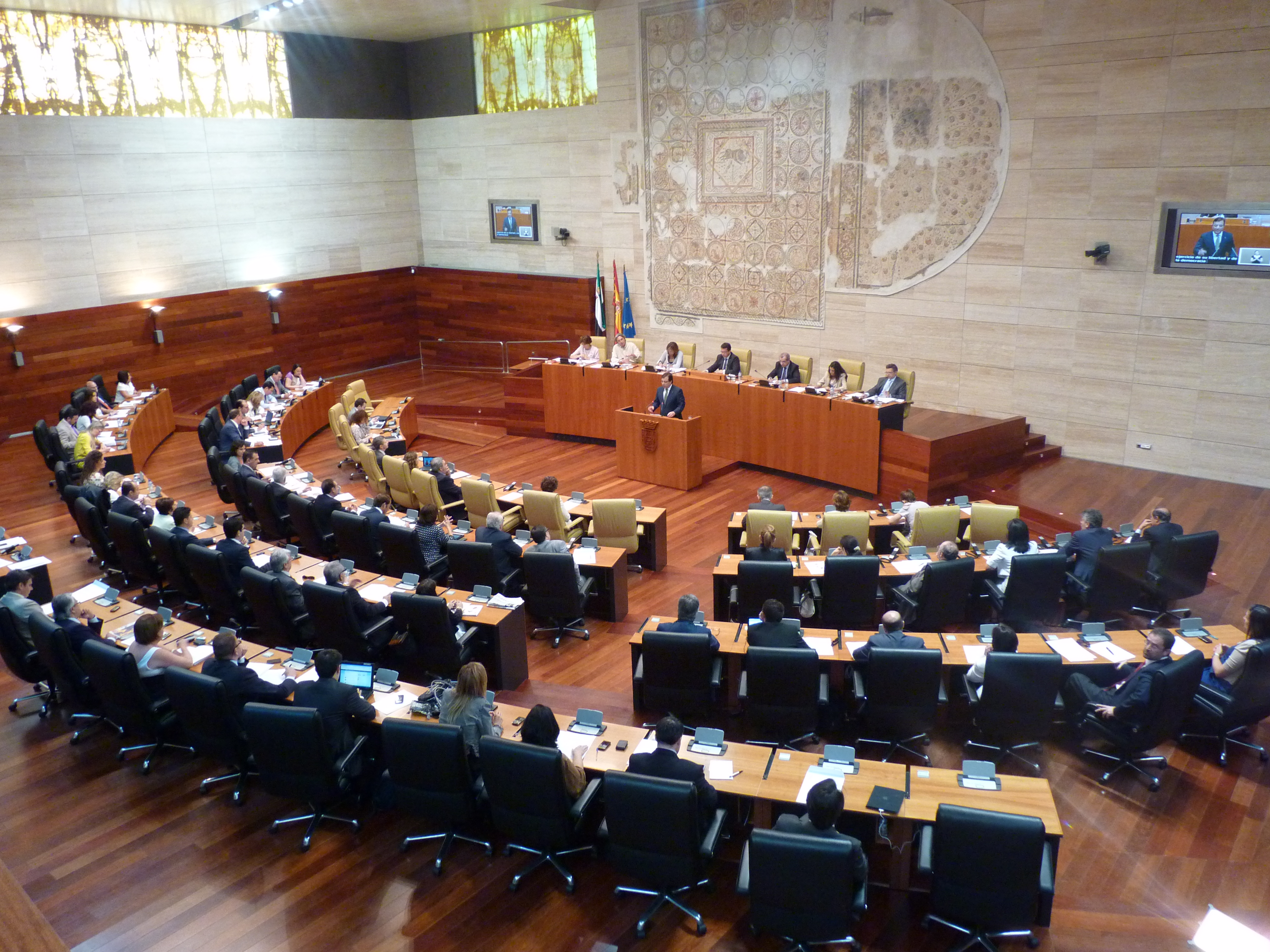
Salle des séances de l'Assemblée.

L'Assemblée d'Estrémadure (en espagnol : Asamblea de Extremadura) se compose de 65 députés, élus pour un mandat de quatre ans au suffrage universel direct, suivant le scrutin proportionnel à la plus forte moyenne d'Hondt.
Chaque province constitue une circonscription, à raison de 36 sièges pour Badajoz et 29 sièges pour Cáceres. Seules les forces politiques – partis, coalitions, indépendants – ayant remporté au moins 5 % des suffrages exprimés au niveau du territoire provincial ou au niveau de la communauté autonome participent à la répartition des sièges.

## Campagne

### Partis et chefs de file
| Force politique | Force politique                                                                                              | Chef de file             | Idéologie                                                       | Résultats de 2007          |
| --------------- | --- | ------------------------ | --------------------------------------------------------------- | -------------------------- |
|                 | Parti socialiste ouvrier espagnol-Régionalistes Partido Socialista Obrero Español-Regionalistas              | Guillermo Fernández Vara | Centre gauche Social-démocratie, progressisme, régionalisme     | 53,6 % des voix 38 députés |
|                 | Parti populaire-Estrémadure unie Partido Popular-Extremadura Unida                                           | José Antonio Monago      | Centre droit Conservatisme, démocratie chrétienne, régionalisme | 39,2 % des voix 27 députés |
|                 | Gauche unie-Socialistes indépendants d'Estrémadure Izquierda Unida-Socialistas Independientes de Extremadura | Pedro Escobar            | Gauche Écosocialisme, communisme, républicanisme, régionalisme  | 4,6 % des voix 0 député    |

## Résultats

### Voix et sièges
|                          |                                                    |         |       |      |        |               |  |  |  |  |  |  |  |  |
| Parti                    | Parti                                              | Voix    | %     | +/-  | Sièges | +/-           |  |  |  |  |  |  |  |  |
|                          | Parti populaire-EU (PP-EU)                         | 307 975 | 46,13 | 7,42 | 32     | 5             |  |  |  |  |  |  |  |  |
|                          | Parti socialiste ouvrier espagnol-Reg. (PSOE-Reg.) | 290 045 | 43,45 | 9,55 | 30     | 8             |  |  |  |  |  |  |  |  |
|                          | Gauche unie-SIEx (IU-SIEx)                         | 38 157  | 5,72  | 1,20 | 3      | 3             |  |  |  |  |  |  |  |  |
|                          | Union, progrès et démocratie (UPyD)                | 7 058   | 1,06  | Nv.  | 0      | en stagnation |  |  |  |  |  |  |  |  |
|                          | Indépendants pour l’Estrémadure (IPEx)             | 4 659   | 0,70  | 0,56 | 0      | en stagnation |  |  |  |  |  |  |  |  |
|                          | Ecolo-Les Verts (Ecolo-LV)                         | 3 887   | 0,58  | 0,03 | 0      | en stagnation |  |  |  |  |  |  |  |  |
|                          | Union populaire estrémadurienne (UPEx)             | 2 185   | 0,33  | 0,10 | 0      | en stagnation |  |  |  |  |  |  |  |  |
|                          | Pour un monde + juste (PUM+J)                      | 1 573   | 0,24  | Nv.  | 0      | en stagnation |  |  |  |  |  |  |  |  |
|                          | Convergence pour l’Estrémadure (CEx)               | 1 056   | 0,16  | Nv.  | 0      | en stagnation |  |  |  |  |  |  |  |  |
|                          | Parti communiste des peuples d'Espagne (PCPE)      | 836     | 0,13  | 0,01 | 0      | en stagnation |  |  |  |  |  |  |  |  |
|                          | Citoyens en blancs (CenB)                          | 774     | 0,12  | 0,04 | 0      | en stagnation |  |  |  |  |  |  |  |  |
|                          | Vote blanc                                         | 9 394   | 1,41  | 0,22 |        |               |  |  |  |  |  |  |  |  |
|                          |                                                    |         |       |      |        |               |  |  |  |  |  |  |  |  |
| Suffrages exprimés       | Suffrages exprimés                                 | 667 599 | 98,65 |      |        |               |  |  |  |  |  |  |  |  |
| Votes nuls               | Votes nuls                                         | 9 169   | 1,35  |      |        |               |  |  |  |  |  |  |  |  |
| Total                    | Total                                              | 676 768 | 100   | -    | 65     | en stagnation |  |  |  |  |  |  |  |  |
| Abstention               | Abstention                                         | 229 783 | 25,35 |      |        |               |  |  |  |  |  |  |  |  |
| Inscrits / participation | Inscrits / participation                           | 906 551 | 74,65 |      |        |               |  |  |  |  |  |  |  |  |

#### Par circonscription
| Circonscription | Circonscription | Badajoz | Badajoz | Badajoz | Badajoz | Cáceres | Cáceres | Cáceres | Cáceres |
| --------------- | --------------- | ------- | ------- | ------- | ------- | ------- | ------- | ------- | ------- |
|                 |                 |         |         |         |         |         |         |         |         |
| Sièges          | Sièges          | 36      | 36      | 36      | 1       | 29      | 29      | 29      | 1       |
|                 |                 |         |         |         |         |         |         |         |         |
|                 |                 | Nombre  | Nombre  | %       | %       | Nombre  | Nombre  | %       | %       |
| Inscrits        | Inscrits        | 555 447 | 555 447 | 100,00  | 100,00  | 351 104 | 351 104 | 100,00  | 100,00  |
| Abstentions     | Abstentions     | 140 521 | 140 521 | 25,30   | 25,30   | 89 262  | 89 262  | 25,42   | 25,42   |
| Votants         | Votants         | 414 926 | 414 926 | 74,70   | 74,70   | 261 842 | 261 842 | 74,58   | 74,58   |
| Nuls            | Nuls            | 4 909   | 4 909   | 1,18    | 1,18    | 4 260   | 4 260   | 1,63    | 1,63    |
| Exprimés        | Exprimés        | 410 017 | 410 017 | 98,82   | 98,82   | 257 582 | 257 582 | 98,37   | 98,37   |
|                 |                 |         |         |         |         |         |         |         |         |
| Partis          | Partis          | Voix    | %       | Sièges  | +/−     | Voix    | %       | Sièges  | +/−     |
|                 | PP-EU           | 184 503 | 45,00   | 17      | 3       | 123 472 | 47,94   | 15      | 2       |
|                 | PSOE-Reg.       | 183 384 | 44,73   | 17      | 4       | 106 661 | 41,41   | 13      | 4       |
|                 | IU-SIEx         | 25 331  | 6,18    | 2       | 2       | 12 826  | 4,98    | 1       | 1       |
|                 | Autres          | 11 347  | 2,77    |         |         | 10 681  | 4,15    |         |         |
|                 | Blanc           | 5 452   | 1,33    | 3 942   | 1,53    |         |         |         |         |

### Analyse
Tandis que 13 000 citoyens de plus s'inscrivent sur les listes électorales, faisant passer le corps électoral au-dessus du seuil des 900 000 personnes, 7 000 électeurs de plus qu'en 2007 participent au scrutin, ce qui assure le maintien du taux de participation proche de 75 %.
Pour la première fois dans une élection autonomique, et pour la seconde fois depuis 1982, le Parti populaire, associé à Estrémadure unie, vire en tête au soir de l'élection. Avec un bond de 50 600 voix, sa seconde meilleure progression après le scrutin de 1995, le PP franchit le seuil des 300 000 bulletins de vote et réalise une performance inédite dans son histoire régionale. Il échoue à seulement un siège de la majorité absolue mais devance les socialistes dans les deux provinces, enregistrant dans chaque circonscription une augmentation relative de près de 7 points.
Le Parti socialiste ouvrier espagnol, allié à la Coalition estrémègne, est donc déboulonné de sa position hégémonique acquise en 1982. S'il perd sa majorité absolue comme en 1995, il échoue à conserver le statut de première force politique, quatre ans après avoir réalisé son deuxième meilleur score dans un scrutin autonomique. Il faut en outre remonter seize ans en arrière pour retrouver les socialistes sous la barre des 300 000 suffrages exprimés. Abandonnant 62 300 voix en quatre ans, ce qui constitue sa plus forte régression, ils voient l'écart avec les conservateurs passer de 95 000 à leur avantage à 17 900 en leur défaveur. Ils perdent en tout 9 points dans Badajoz et 10 points dans Cáceres.
Pour ce qui est de l'alliance entre Gauche unie et les Socialistes indépendants d'Estrémadure, la poussée de 8 100 suffrages enregistrée entre 2007 et 2011 est suffisante pour garantir le passage au-dessus du plancher légal des 5 % des voix exigé pour siéger à l'Assemblée. Si les écosocialistes sont à la limite dans la province de Cáceres, ils s'installent au-dessus de 6 % dans celle de Badajoz et mettent fin au bipartisme régnant depuis quatre ans au sein du parlement autonomique.

### Conséquences
Le 30 juin 2011, le président de l'Assemblée Fernando Manzano propose à l'investiture des parlementaires le nom de José Antonio Monago. Le 5 juillet, à l'issue de deux jours de débats, il n'est pas investi président par 32 voix pour, 30 voix contre et 3 abstentions. Il se soumet à un second vote le 7 juillet et est investi avec exactement le même résultat. Il est officiellement nommé le 8 juillet.